# Harold Perrineau
Harold Perrineau Jr. (New York, Brooklyn, 1963. augusztus 7. –) amerikai színész.

## Élete és pályafutása
Fontosabb filmszerepei közé tartozik Mercutio a Rómeó + Júlia (1996) című filmdrámában és Link a Mátrix-filmekben (2003). Feltűnt a Füst (1995), A vadon foglyai (1997), a Holtunkiglan (1999), a 28 héttel később (2007) és a Zero Dark Thirty – A Bin Láden hajsza (2012) című filmekben is.
1997–2003 között az Oz című drámasorozatban Augustus Hillt alakította. Michael Dawson szerepében feltűnt a Lost – Eltűntek (2004–2008; 2010) című drámasorozatban. Szerepelt a Kemény motorosok (2012), a Constantine (2014–2015), a Karmok (2017–2022) és Az újonc (2019–2021) című műsorokban is.

## Filmográfia

### Film
| Év   | Magyar cím                            | Eredeti cím                         | Szerep                                  | Magyar hang           |
| ---- | ------------------------------------- | ----------------------------------- | --------------------------------------- | --------------------- |
| 1988 |                                       | Shakedown                           | Tommie                                  |                       |
| 1990 | New York királya                      | King of New York                    | tolvaj a metrón                         |                       |
| 1995 | Füst                                  | Smoke                               | Thomas "Rashid" Cole                    | Rajkai Zoltán         |
| 1995 | Flört                                 | Flirt                               | férfi                                   |                       |
| 1996 | Rómeó + Júlia                         | Romeo + Juliet                      | Mercutio                                | Kálid Artúr           |
| 1997 | A nyakék nyomában                     | Blood and Wine                      | Henry                                   | Széles Tamás          |
| 1997 | A vadon foglyai                       | The Edge                            | Steve                                   | Kálloy Molnár Péter   |
| 1998 | Lulu a hídon                          | Lulu on the Bridge                  | Bobby Perez                             |                       |
| 1999 | Holtunkiglan                          | The Best Man                        | Julian Murch                            | Fekete Zoltán         |
| 1999 |                                       | Macbeth in Manhattan                | Chorus                                  |                       |
| 2000 | Terítéken a nő                        | Woman on Top                        | Monica Jones                            | Bolba Tamás           |
| 2001 |                                       | Prison Song                         | Cee bácsi                               |                       |
| 2002 |                                       | On_Line                             | Moe Curley                              |                       |
| 2003 | Mátrix – Újratöltve                   | The Matrix Reloaded                 | Link                                    | Kálloy Molnár Péter   |
| 2003 | Mátrix – Forradalmak                  | The Matrix Revolutions              | Link                                    | Kálloy Molnár Péter   |
| 2007 | 28 héttel később                      | 28 Weeks Later                      | Flynn                                   | Hujber Ferenc         |
| 2007 | Garfield és a valós világ             | Garfield Gets Real                  | férj (hangja)                           |                       |
| 2008 |                                       | Your Name Here                      | Richard Roundtree                       |                       |
| 2008 | Éjkert                                | Gardens of the Night                | Orlando                                 |                       |
| 2008 |                                       | Ball Don't Lie                      | Jimmy                                   |                       |
| 2008 | Az elítélt                            | Felon                               | Bill Jackson hadnagy                    | Király Attila         |
| 2010 | 30 nap éjszaka – Sötét napok          | 30 Days of Night: Dark Days         | Todd                                    | Nagy Ervin            |
| 2010 | Döglesztő palack                      | The Killing Jar                     | John Smith                              | Kálid Artúr           |
| 2011 | A bosszú jogán                        | Seeking Justice                     | Jimmy                                   |                       |
| 2012 | Tranzit                               | Transit                             | Losada                                  | Kisfalusi Lehel       |
| 2012 | Zero Dark Thirty – A Bin Láden hajsza | Zero Dark Thirty                    | Jack                                    | Kálid Artúr           |
| 2013 | Csapda                                | Snitch                              | Jeffrey Steele helyettes körzeti ügyész |                       |
| 2013 |                                       | Go for Sisters                      | Wiley                                   |                       |
| 2013 |                                       | Sexy Evil Genius                    | Marvin                                  |                       |
| 2013 | Buli holtunkiglan                     | The Best Man Holiday                | Julian Murch                            | Fekete Zoltán         |
| 2013 |                                       | The Championship Rounds (rövidfilm) | Darryl                                  |                       |
| 2014 | Szabotázs                             | Sabotage                            | Darius Jackson                          | Hujber Ferenc         |
| 2014 | Szabotázs                             | Sabotage                            | Darius Jackson                          | Kálid Artúr           |
| 2017 | Az agglegények                        | The Bachelors                       | Dr. Rollens                             | Gubányi György István |
| 2017 | Nem vagyok itt                        | I'm Not Here                        | Santana                                 | Kisfalusi Lehel       |
| 2017 |                                       | Stephanie                           | vezér                                   |                       |
| 2017 |                                       | Virginia Minnesota                  | Mister (hangja)                         |                       |
| 2018 | Dumplin’ – Így kerek az élet          | Dumplin'                            | Lee Wayne / Rhea Ranged                 | Bercsényi Péter       |
| 2018 |                                       | Cold Brook                          | Gil Le Deux                             |                       |

### Televízió
| Év        | Magyar cím                               | Eredeti cím                       | Szerep                     | Megjegyzések                                                |
| --------- | ---------------------------------------- | --------------------------------- | -------------------------- | ----------------------------------------------------------- |
| 1986–1987 |                                          | Fame                              | táncos                     | 18 epizód                                                   |
| 1989      |                                          | The Cosby Show                    | Scott                      | 1 epizód                                                    |
| 1990–1993 | Esküdt ellenségek                        | Law & Order                       | Jordan Hill / Kenny Rinker | 2 epizód                                                    |
| 1991–1993 |                                          | I'll Fly Away                     | Robert Evans               | 8 epizód                                                    |
| 1997      | Vészhelyzet                              | ER                                | Isaac Price                | 1 epizód                                                    |
| 1997      |                                          | Living Single                     | Walter Jackson             | 1 epizód                                                    |
| 1997–2003 | Oz                                       | Oz                                | Augustus Hill              | főszereplő (55 epizód)                                      |
| 1998      | Vihar                                    | The Tempest                       | Ariel                      | - tévéfilm - magyar hangja: - Kálid Artúr - Dányi Krisztián |
| 2003      | Haláli hullák                            | Dead Like Me                      | Aroun Levert               | 1 epizód                                                    |
| 2004–2010 | Lost – Eltűntek                          | Lost                              | Michael Dawson             | - főszereplő (47 epizód) - magyar hangja: - Megyeri János   |
| 2007      | CSI: A helyszínelők                      | CSI: Crime Scene Investigation    | Rhodes tiszteletes         | 1 epizód                                                    |
| 2009      | Zűrös zsaruk                             | The Unusuals                      | Leo Banks nyomozó          | 10 epizód                                                   |
| 2010      | CSI: New York-i helyszínelők             | CSI: NY                           | Reggie Tifford             | 1 epizód                                                    |
| 2012      | Marvel Anime                             | Marvel Anime                      | Penge (hangja)             | 12 epizód                                                   |
| 2012      | Kemény motorosok                         | Sons of Anarchy                   | Damon Pope                 | 8 epizód                                                    |
| 2012      | Phineas és Ferb                          | Phineas and Ferb]                 | egyéb hangok               | 2 epizód                                                    |
| 2012–2013 |                                          | Wedding Band                      | Stevie                     | főszereplő (10 epizód)                                      |
| 2013      | Esküdt ellenségek: Különleges ügyosztály | Law & Order: Special Victims Unit | Brian Tremore              | 1 epizód                                                    |
| 2014      |                                          | Growing Up Fisher                 | Fred                       | 1 epizód                                                    |
| 2014      | Z, mint zombi                            | Z Nation                          | Hammond hadnagy            | 1 epizód                                                    |
| 2014–2015 | Constantine                              | Constantine                       | Manny                      | főszereplő (12 epizód)                                      |
| 2016      | Laura rejtélyei                          | The Mysteries of Laura            | Charles Baptiste           | 1 epizód                                                    |
| 2016      | Goliath                                  | Goliath                           | Reston Keller bíró         | 6 epizód                                                    |
| 2016      | A kör bezárul                            | Full Circle                       | Damon Houserman            | 10 epizód                                                   |
| 2017      | Gyilkos elmék                            | Criminal Minds                    | Calvin Shaw                | 5 epizód                                                    |
| 2017–2022 | Karmok                                   | Claws                             | Dean Simms                 | főszereplő (30 epizód)                                      |
| 2018–2019 | Kegyetlen csillogás                      | Star                              | Bobby Brooks               | 9 epizód                                                    |
| 2019–2021 | Az újonc                                 | The Rookie                        | Nick Armstrong             | - 10 epizód - magyar hangja: - Dolmány Attila               |
| 2020      | Doktor Murphy                            | The Good Doctor                   | Wes Keeler                 | 1 epizód                                                    |
| 2021      | The Best Man: Az utolsó felvonások       | The Best Man: The Final Chapters  | Julian "Murch" Murchison   | 10 epizód                                                   |
| 2022      | Kiút                                     | From                              | Boyd Stevens               | - főszereplő - magyar hangja: - Kálid Artúr                 |

## Fordítás
- Ez a szócikk részben vagy egészben  a   Harold Perrineau című angol Wikipédia-szócikk fordításán alapul.  Az eredeti cikk szerkesztőit annak laptörténete sorolja fel. Ez a jelzés csupán a megfogalmazás eredetét és a szerzői jogokat jelzi, nem szolgál a cikkben szereplő információk forrásmegjelöléseként.